# روته (بخش)
روته (به آلمانی: Rüte) یکی از بخش‌های کانتون آپنتزل اینرهودن در کشور سوئیس است.

## تاریخچه
از این بخش برای اولین بار در حدود سال ۱۴۲۰ میلادی با نام روتینر راد نام برده شده‌است.

## تشکیل شدن
شهرداری این بخش در سال ۱۸۷۲ میلادی در مرکز این بخش، شهر آپنزل، ایجاد شد.

## جغرافیا
مساحت این ناحیه ۴۰/۹ کیلومترمربع است. از این مساحت ۵۵/۷٪ زمین‌های کشاورزی، ۳۱/۸٪ جنگل، ۳/۴٪ مناطق مسکونی و ۹/۱٪ آن زمین خشک و بی‌بهره است. تا تاریخ ۲۰۱۱
این ناحیه از کوه آلتمن در جنوب تا تپه هیرشبرگ در شمال امتداد می‌یابد.

## جمعیت
طبق آخرین سرشماری که در دسامبر سال ۲۰۱۷ میلادی انجام گرفت، جمعیت روته ۳٬۶۰۶ نفر بود.تا تاریخ December ۲۰۰۹تا تاریخ ۲۰۰۸

## دین
طبق سرشماری که در سال ۲۰۰۰ میلادی انجام شد، ۸۸/۷٪ جمعیت این بخش کاتولیک، ۶/۸٪ پیرو کلیسای پروتستان سوئیس و ۰/۲۴٪ نیز پیرو کلیسای ارتدکس بودند.

## نگارخانه

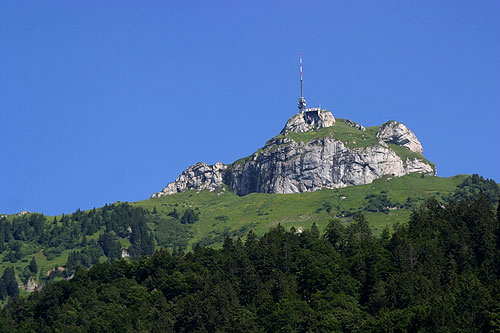
کوه هوهر کاستن با ارتفاع ۱٬۷۹۵ متر، در نزدیکی روته.
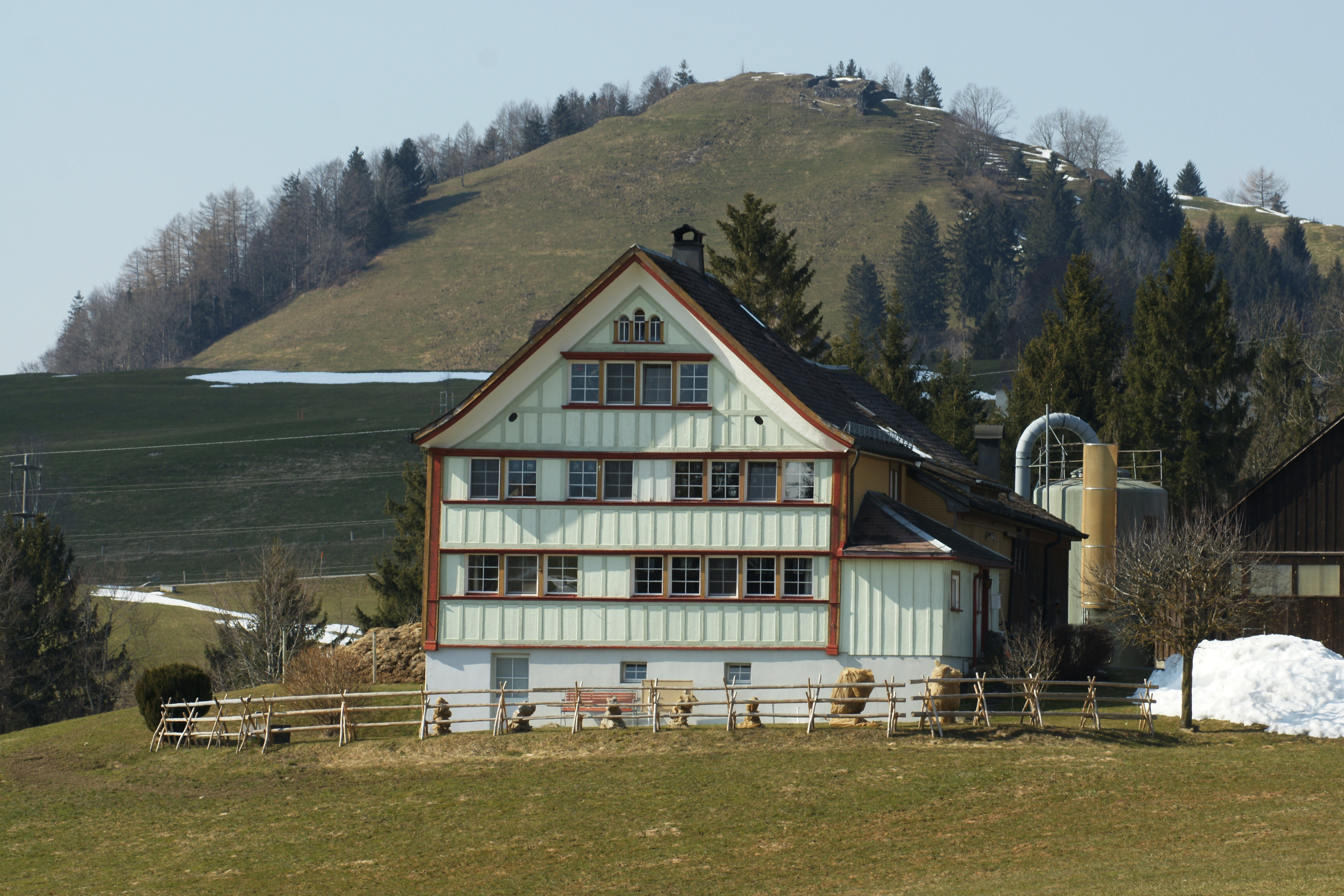
خانه‌ای روستایی بین روستای گایس و شهر آپنزل.
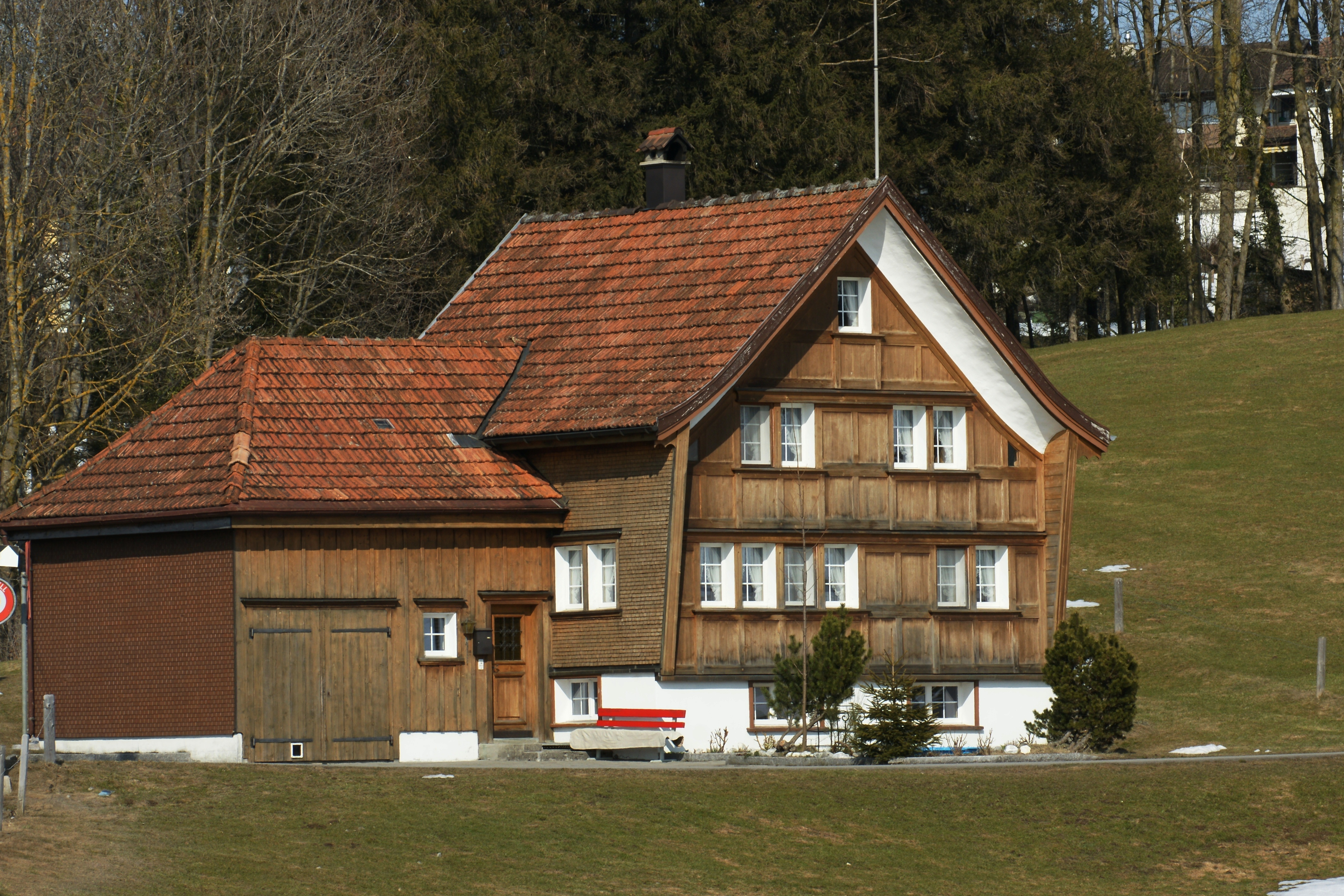
خانه‌ای روستایی بین روستای گایس و شهر آپنزل.